# هیئت رده‌بندی سنی فیلم بریتانیا
هیئت رده‌بندی سنی فیلم‌ بریتانیا (به انگلیسی: British Board of Film Classification) (BBFC)، سازمانی مردم‌نهاد در حوزه رده‌بندی محتوا واقع در لندن است که در سال ۱۹۱۲ بنیان‌گذاری شد.

## رده‌بندی
در حال حاضر گواهینامه‌های زیر صادر می‌شود.
| نماد                                      | نام | توضیحات |
| ----------------------------------------- | --- | --- |
| Green triangle with white U in the centre | U   | مناسب برای تمام سنین. هیچ منعی برای افراد بالای ۴ سال وجود ندارد. |
| Yellow triangle with PG in the centre     | PG  | مناسب برای عموم، اما برخی صحنه‌ها ممکن است برای کودکان خردسال نامناسب باشد. یک فیلم PG نباید کودک حدود هشت سال یا بیشتر را نگران کند.                                                                                                 |
| Orange circle with 12 in centre           | 12A | فقط برای سینما (مطرح شده در ۲۰۰۲). فیلم‌های با این رتبه، برای افراد بسیار جوان نامناسب هستند. این گونه فیلم‌ها برای افراد زیر ۱۲ سال بهتر است با حضور یک فرد بالغ ۱۸ ساله مشاهده شوند. با این حال برای کودکان زیر ۱۲ سال توصیه نمی‌شود. |
| Orange circle with 12 in centre           | 12  | فقط برای سینمای خانگی (مطرح شده در ۲۰۰۲). هیچ فرد زیر ۱۲ سال نمی‌تواند یک اثر ویدیویی با درجه‌بندی ۱۲ سال را اجاره یا خریداری کند. |
| Pink circle with 15 in centre             | 15  | فقط برای افراد بالای ۱۵ سال توصیه می‌شود. |
| Red circle with 18 in centre              | 18  | فقط برای افراد بالغ توصیه می‌شود. |
| Blue square with R18 in centre            | R18 | مجوز نمایش فقط در سینمای دارای مجوز امکان‌پذیر است. دارای خشونت‌ها و صحنه‌های جنسی است و برای افراد زیر ۱۸ سال نامناسب است. |